# Suy tàn của Phật giáo ở tiểu lục địa Ấn Độ
Sự suy tàn của Phật giáo ở tiểu lục địa Ấn Độ đề cập đến một quá trình dần dần thu hẹp và thay thế Phật giáo ở Ấn Độ, kết thúc vào khoảng thế kỷ thứ 12. Theo Lars Fogelin, quá trình này "không phải là một sự kiện đơn lẻ, với một nguyên nhân đơn lẻ, nó là một quá trình kéo dài hàng thế kỷ." 
Sự suy tàn của Phật giáo đã được quy cho các yếu tố khác nhau, đặc biệt là khu vực hóa Ấn Độ sau khi Đế chế Gupta kết thúc (320-650), dẫn đến mất đi sự bảo trợ và quyên góp khi các triều đại Ấn Độ chuyển sang dùng các dịch vụ của đạo Bà la môn Ấn Độ. Một yếu tố khác là sự xâm chiếm miền bắc Ấn Độ của các nhóm khác nhau như Huns, Turco-Mongols và Ba Tư và sau đó phá hủy các tổ chức Phật giáo như Nalanda và các cuộc đàn áp tôn giáo. Cạnh tranh tôn giáo giữa Phật giáo với Ấn Độ giáo và Hồi giáo sau này cũng là những yếu tố quan trọng. Quá trình xâm lấn của Hồi giáo ở Bengal và việc phá hủy Nalanda, Vikramasila và Odantapuri của Muhammad bin Bakhtiyar Khalji, một vị tướng của Vương quốc Hồi giáo Delhi được cho là đã làm suy yếu nghiêm trọng việc thực hành Phật giáo ở Đông Ấn Độ.
Tổng dân số theo Phật giáo năm 2010 tại tiểu lục địa Ấn Độ - ngoại trừ Sri Lanka, Nepal và Bhutan - là khoảng 10 triệu người, trong đó khoảng 7,2% sống ở Bangladesh, 92,5% ở Ấn Độ và 0,2% ở Pakistan.